# فرناندو غونسالفيس
فرناندو غونسالفيس (بالبرتغالية: Fernando Gonçalves‏) (4 ديسمبر 1967 بكاشكايش في البرتغال - ) هو لاعب كرة قدم برتغالي في مركز الهجوم. شارك مع منتخب البرتغال لكرة القدم. أما مع النوادي، فقد لعب مع أتليتيكو كلوب دي برتغال وإستريلا دا أمادورا ونادي بيلينينسش وS.C.U. Torreense ‏ وكامبومايورنسي ‏.

## وصلات خارجية
- فرناندو غونسالفيس على موقع قاعدة بيانات كرة القدم.إي يو (الإنجليزية)
- فرناندو غونسالفيس على موقع ناشيونال فوتبول تيمز (الإنجليزية)